# Potkrajci (Bijelo Polje)
Pour les articles homonymes, voir Potkrajci.
Potkrajci (en serbe cyrillique: Поткрајци) est un village du nord-est du Monténégro, dans la municipalité de Bijelo Polje.

## Démographie

### Évolution historique de la population[1]
| 1948 | 1953 | 1961 | 1971 | 1981  | 1991  | 2003  |
| ---- | ---- | ---- | ---- | ----- | ----- | ----- |
| 485  | 478  | 529  | 814  | 1 291 | 1 854 | 1 915 |